# 江尻東
江尻東（えじりひがし）は、静岡市清水区の地名。現行行政地名として江尻東一丁目、江尻東二丁目、江尻東三丁目から成る。住居表示は実施済み。

## 地理
北で本郷町、東で真砂町、南で銀座と相生町、西で小芝町と宝町と江尻町に隣接する。
清水駅前に発達する市街地の一角を占める。北の境界である国道1号と、東の境界である国道149号に囲まれたエリアに存在し、それら主要幹線沿いには商業施設が多い一方で、内陸部は住宅地と商店が混在している。町の中心を南北に東海道が縦貫する。

## 歴史

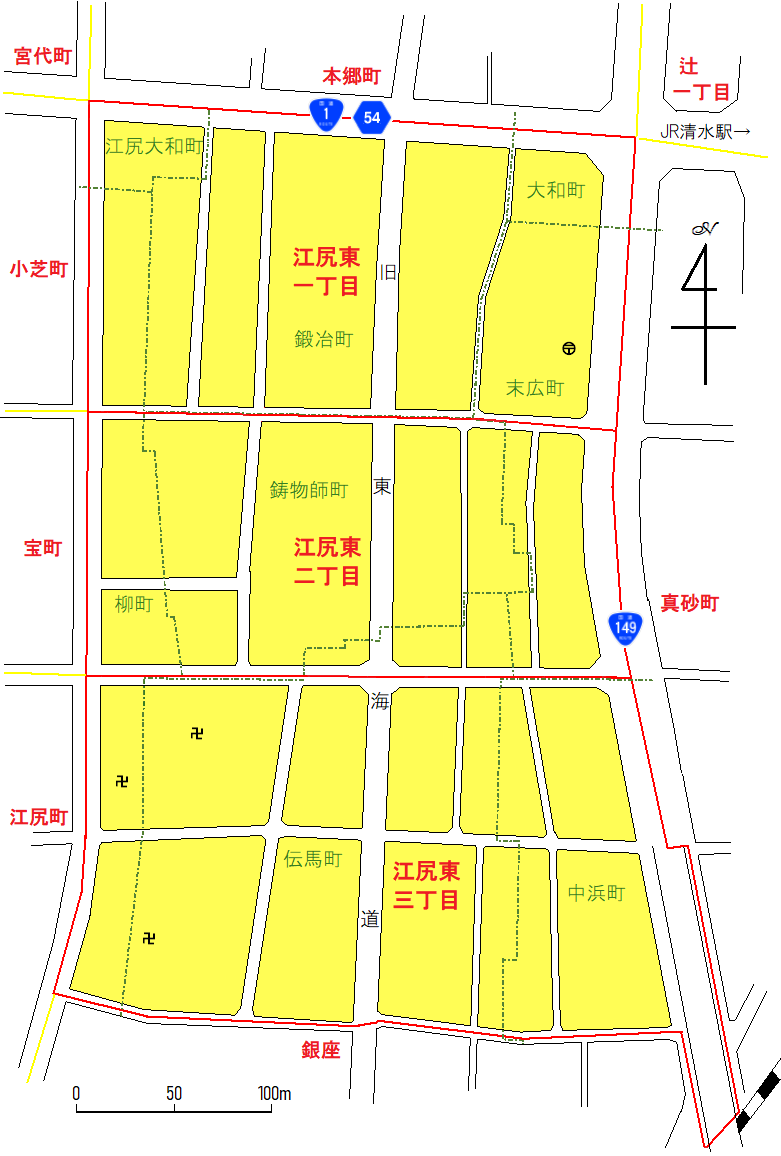
江尻東の、現在の町域と1961年6月-1972年10月までの旧町名を表した地図。赤線内の黄色の面・・・現在の江尻東の町域 赤字・・・江尻東周辺の現在の町名 黄線・・・現在の町界 黒線・・・公道 緑色の一点鎖線・・・旧町界 緑字・・・旧町名

### 沿革
- 1924年（大正13年）
  - 1月31日 - 江尻町・辻町が安倍郡入江町に編入し、同日に廃止。
  - 2月11日 - 入江町が、清水町、不二見村、三保村と合併して清水市が発足。
- 1938年（昭和13年）8月8日
  - 江尻大和町が江尻（一部）・江尻出作（一部）・入江（一部）より新設。
  - 江尻柳町、江尻小芝町が江尻（一部）より新設。
- 1939年（昭和14年）7月1日 - 大和町、末広町、中浜町が辻（一部）より新設。
- 1961年（昭和36年）5月31日
  - 鍛冶町が江尻（一部）より新設。
  - 柳町が江尻（一部）・江尻柳町（一部）・江尻小芝町（一部）より新設。
  - 伝馬町が江尻（一部）・中浜町（一部）より新設。
  - 鋳物師町が江尻（一部）・末広町（一部）・江尻柳町（一部）より新設。
- 1972年（昭和47年）11月1日
  - 鍛冶町・江尻大和町（一部）・柳町（一部）・大和町（一部）・末広町（一部）から江尻東一丁目が新設され、住居表示化。
  - 鋳物師町・末広町（一部）・柳町（一部）・伝馬町（一部）から江尻東二丁目が新設され、住居表示化。
  - 伝馬町（一部）・中浜町（一部）・柳町（一部）から江尻東三丁目が新設され住居表示化。
- 2003年（平成15年）4月1日 - 清水市が静岡市と合併し、改めて静岡市が発足。江尻東は「清水江尻東」に改称。
- 2005年（平成17年）4月1日 - 静岡市が政令指定都市に移行し、旧町域は清水区となる。清水江尻東は「江尻東」に改称。

## 世帯数と人口
2021年（令和3年）9月30日現在の世帯数と人口は以下の通りである。
| 大字         | 世帯数  | 人口   |
| ------------ | ------- | ------ |
| 江尻東一丁目 | 204世帯 | 448人  |
| 江尻東二丁目 | 147世帯 | 317人  |
| 江尻東三丁目 | 242世帯 | 486人  |
| 合計         | 593世帯 | 1251人 |

## 小・中学校の学区
市立小・中学校に通う場合、学区は以下の通りとなる。
| 番・番地等 | 小学校                 | 中学校                 |
| ---------- | ---------------------- | ---------------------- |
| 全域       | 静岡市立清水江尻小学校 | 静岡市立清水第一中学校 |

## 交通

### 鉄道
- 町内に鉄道はない。最寄駅は東海道本線の清水駅か、静岡鉄道静岡清水線の新清水駅。

### バス
- しずてつジャストライン - 「中浜町」停留所

### 道路
- 国道1号
- 国道149号
- 東海道

## 施設
- 清水税務署 ※2022年5月新庁舎に移転済み
- 清水駅前郵便局
- 江浄寺
- 妙泉寺
- 海光山浄春寺
- 太陽生命清水ビル
- キヨナミホテル
- あいおい損害保険清水支社
- 江尻鋳物師町公園